# Ахангіс
Ахангіс (баск. Ajangiz (офіційна назва), ісп. Ajánguiz) — муніципалітет в Іспанії, у складі автономної спільноти Країна Басків, у провінції Біская. Населення — 445 осіб (2009).
Муніципалітет розташований на відстані близько 330 км на північ від Мадрида, 20 км на схід від Більбао.
На території муніципалітету розташовані такі населені пункти: (дані про населення за 2009 рік)
- Кампанчу: 195 осіб
- Мендієта: 250 осіб

## Демографія
Динаміка населення (INE ):

## Галерея зображень

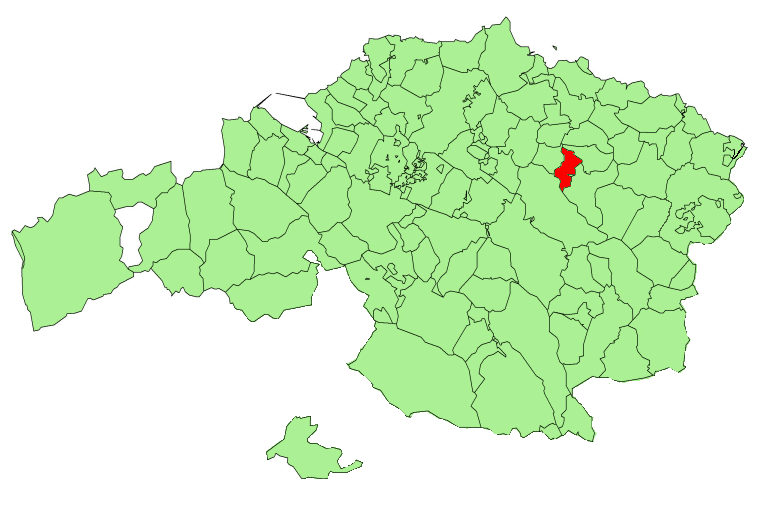
Розташування муніципалітету